# Raum der Freiheit, der Sicherheit und des Rechts

Raum der Freiheit, der Sicherheit und des Rechts: Staaten, die vollständig teilnehmen in blau. Irland hat ein Opt-out mit der Möglichkeit des Opt-in für einzelne Fälle. Dänemark hat ein generelles Opt-out.

Der Raum der Freiheit, der Sicherheit und des Rechts (engl. Area of freedom, security and justice oder kurz AFSJ) bezeichnet die interne Politik der Europäischen Union gem. Art. 67 AEUV mit dem Ziel, Personen an den Binnengrenzen nicht zu kontrollieren und eine gemeinsame Politik in den Bereichen Asyl, Einwanderung und Kontrollen an den Außengrenzen zu entwickeln, die sich auf die Solidarität der Mitgliedstaaten gründet und gegenüber Drittstaatsangehörigen angemessen ist. Ferner wirkt die Union darauf hin, durch Maßnahmen zur Verhütung und Bekämpfung von Kriminalität sowie von Rassismus und Fremdenfeindlichkeit, zur Koordinierung und Zusammenarbeit von Polizeibehörden und Organen der Strafrechtspflege und den anderen zuständigen Behörden sowie durch die gegenseitige Anerkennung strafrechtlicher Entscheidungen und erforderlichenfalls durch die Angleichung der strafrechtlichen Rechtsvorschriften ein hohes Maß an Sicherheit zu gewährleisten. Schließlich erleichtert die Union den Zugang zum Recht, insbesondere durch den Grundsatz der gegenseitigen Anerkennung gerichtlicher und außergerichtlicher Entscheidungen in Zivilsachen.
Nach dem Prinzip der begrenzten Einzelermächtigung ist der Raum der Freiheit, der Sicherheit und des Rechts ein Bereich der geteilten Zuständigkeit zwischen der Union und den Mitgliedstaaten (Art. 4 Abs. 2 lit. j AEUV).
Der Europäische Rat legt die strategischen Leitlinien für die gesetzgeberische und operative Programmplanung im Raum der Freiheit, der Sicherheit und des Rechts fest (Art. 68).

## Geschichte
Die Politik der inneren Sicherheit wurde traditionell als ein Kernstück der staatlichen Souveränität betrachtet. Von jeher bestanden deshalb auf diesem Gebiet erhebliche Vorbehalte der Mitgliedstaaten, die sich nicht zu einer irgendwie gearteten Zusammenarbeit entschließen konnten, gegen eine europäische Integration.

### TREVI
Mit dem Fortschreiten der Entwicklung des Europäischen Binnenmarkts und der damit verbundenen Freizügigkeit verstärkte sich jedoch auch die Wahrnehmung der damit verbundenen Risiken und Gefahren. In Anbetracht dessen wurde auf einem Treffen des Europäischen Rates in Rom am 1. und 2. Dezember 1975 beschlossen, in den Bereichen Inneres und Sicherheit enger zusammenzuarbeiten. Zu diesem Zweck wurde die sogenannte TREVI-Gruppe (steht für Terrorisme, Radicalisme, Extrémisme et Violence Internationale oder aber für den ersten Tagungsort Trevi) eingerichtet. Diese Gruppe bestand aus den Innenministern der Mitgliedstaaten der Europäischen Gemeinschaften und stand außerhalb des institutionellen Rahmens der Europäischen Gemeinschaften, deren Organe an der Tätigkeit der TREVI-Gruppe nicht beteiligt waren. Im Sinne intergouvernementaler Zusammenarbeit konnte die TREVI-Gruppe keine verbindlichen Beschlüsse fassen; sie konnte lediglich Übereinkommen ausarbeiten, die jedoch einer Ratifikation der Mitgliedstaaten bedurften.
Im Zuge der fortschreitenden Integration wurde deutlich, dass insbesondere aus dem Binnenmarkt und der Freizügigkeit Gefahren für die Mitgliedstaaten und ihre Bürger erwachsen können. Zu nennen sind insbesondere grenzüberschreitende Kriminalität, unkontrollierte Migration, aber auch das Problem des gezielten Ausspielens der einzelnen nationalen Rechtsordnungen gegeneinander.
Die im Zuge des Binnenmarkts und der Freizügigkeit vorgesehene Öffnung der Binnengrenzen und die Abschaffung der Personenkontrollen nur möglich war, wenn die Mitgliedstaaten im Bereich der Überwachung der Außengrenzen kooperieren. Andernfalls hätten Drittstaatsangehörige für ihre Einreise bzw. Zuwanderung den Mitgliedstaat mit den insofern liberalsten Vorschriften auswählen, von diesem aus dann aber in jeden anderen Mitgliedstaat ihrer Wahl weiterreisen können. Diese Kooperation erfolgte in den Schengener Übereinkommen von 1985 und 1990. Das Schengener Übereinkommen von 1985, das einige der EG-Mitgliedstaaten unterzeichneten, sah zunächst eine Reduzierung der Grenzkontrollen vor, aber noch keinen vollständigen Abbau, weil Sorgen vor einer Zunahme internationaler Kriminalität und Terrorismus bestanden. Die vollständige Öffnung der Binnengrenzen bewirkte erst das Schengener Durchführungsübereinkommen von 1990, das erstmals eine Abstimmung der polizeilichen Aktivitäten in den Teilnehmerstaaten vorsah, und am 26. März 1995 zu einem Wegfall der Binnengrenzkontrollen unter zunächst sieben EG-Mitgliedstaaten führte. Es entstand der Schengen-Raum.

### Zusammenarbeit im Bereich Justiz und Inneres
Der Vertrag von Maastricht wies der EU die Kompetenzen für die Harmonisierung der Asyl-, Visum- und Zuwanderungsvorschriften in die Zusammenarbeit im Bereich Justiz und Inneres, ihre sogenannte dritte Säule (die anderen beiden waren die Europäischen Gemeinschaften und die Gemeinsame Außen- und Sicherheitspolitik) über, die stark intergouvernemental geprägt war: Beschlüsse konnten nur einstimmig von allen Mitgliedstaaten im Rat der EU getroffen werden, das Europäische Parlament hatte keine Mitspracherechte. Rechtsetzungsaktivitäten der EU waren für die Justiz- und Innenpolitik jedoch zunächst ausdrücklich ausgeschlossen worden. Gemeinsame Gesetze konnten deshalb anfangs nur durch eigene völkerrechtliche Verträge (sogenannte Übereinkommen oder Konventionen) geschlossen werden, die von allen nationalen Parlamenten ratifiziert werden mussten.

#### Flankierende Maßnahmen zum Freien Personenverkehr
Die flankierenden Maßnahmen zum Freien Personenverkehr stellten eine Politik der Europäischen Gemeinschaft dar und befassen sich mit Wanderungsbewegungen von Drittstaatsangehörigen. Insofern bildeten sie einerseits einen Teil des Freien Personenverkehrs, indem sie die lediglich Unionsbürger selbst betreffende Freizügigkeit ergänzten. Die flankierenden Maßnahmen zum freien Personenverkehr umfassten die Asylgewährung, die Aufnahme von Flüchtlingen, die Visumpolitik sowie die Einwanderung aus Drittstaaten.

#### Justizielle Zusammenarbeit in Zivilsachen
Die justizielle Zusammenarbeit in Zivilsachen (JZZ) wurde auch eingeführt.

### Konzept eines Raums der Freiheit, der Sicherheit und des Rechts
Dies änderte sich mit dem Vertrag von Amsterdam von 1997, der das Konzept eines Raums der Freiheit, der Sicherheit und des Rechts ausdrücklich in den Rang eines Zieles der Union gehoben hat.

#### Vergemeinschaftete Kompetenzen
Zugleich wurden mit dem Vertrag von Amsterdam die JZZ und die flankierenden Maßnahmen zum freien Personenverkehr aus der intergouvernementalen 3. Säule der EU in die supranationale 1. Säule überführt („vergemeinschaftet“), sodass darüber nun im Mitentscheidungsverfahren (mit Mehrheitsentscheid im Rat und Mitspracherecht für das Europäische Parlament) entschieden wurde. Für sie galt somit das Mitentscheidungsverfahren, bei dem das Europäische Parlament und der Rat der Europäischen Union gemeinsam Gesetze erlassen konnten. Der Vertrag von Amsterdam 1997 überführte die Kompetenzen für die Harmonisierung in die Asyl-, Visum- und Zuwanderungsvorschriften, sowie die justizielle Zusammenarbeit in Zivilsachen (JZZ) in die supranational ausgerichtete erste Säule, mithin in den EG-Vertrag. Nach Art. 14 Abs. 2 des EG-Vertrages (EGV) sollte in einem „Raum ohne Binnengrenzen“ der freie Verkehr von Personen gewährleistet sein. Dies betraf ausdrücklich nicht nur die Unionsbürger, sondern auch Drittstaatsangehörige. Dementsprechend sieht Art. 62 Nr. 1 EGV für beide Gruppen die Abschaffung der Personenkontrollen an den Binnengrenzen vor. Seit Übernahme der Vorschriften über den freien Personenverkehr in die supranational ausgerichtete erste Säule der EU vollzog sich die Rechtssetzung in diesem Bereich im institutionellen Rahmen und nach den Bestimmung des EGV. Nach Art. 61 ff. erließ der Rat hierzu „Maßnahmen“; er war also nicht auf eine bestimmte Handlungsform beschränkt, sondern konnte zwischen den in Art. 249 EGV genannten Rechtsakten, insbesondere der Verordnung und der Richtlinie frei wählen. Maßnahmen im Bereich des freien Personenverkehrs unterlagen grundsätzlich in vollem Maße der Gerichtsbarkeit des Europäischen Gerichtshofs. Für das Vorabentscheidungsverfahren nach Art. 234 EGV bestand jedoch die Besonderheit, dass gemäß Art. 68 Abs. 1 EGV vorlageberechtigt (und gleichzeitig vorlageverpflichtet) nur solche nationalen Gerichte sind, deren Entscheidungen mit Rechtsmitteln nicht mehr angefochten werden konnten. Nach Art. 68 Abs. 3 EGV konnten der Rat, die Kommission und die Mitgliedstaaten beim EuGH auch Gutachten über die Auslegung von Rechtsakten im Bereich des freien Personenverkehrs einholen. Titel IV des EG-Vertrags sah eine Reihe von einschränkenden flankierenden Maßnahmen vor. Es waren dies:
- Festlegung von Normen und Verfahren, die die Mitgliedstaaten bei Kontrollen an der EU-Außengrenze einzuhalten haben, Art. 62 Nr. 2 lit. a EGV
- Festlegung gemeinsamer Visumvorschriften (visumpflichtige Drittstaaten, Voraussetzungen für Visumserteilung, einheitliche Visumsgestaltung), Art. 62 Nr. 2 lit. b. EGV
- Harmonisierungen im Asyl- und Flüchtlingsrecht (Bestimmung des zuständigen Mitgliedstaats; Mindestnormen für die Anerkennung von Drittstaatsangehörigen als Flüchtlinge bzw. Asylberechtigte sowie für ihre Aufnahmen und ihren Schutz im Mitgliedstaat; EU-interne Lastenverteilung), Art. 63 Nr. 1, 2 EGV.
- Harmonisierungen im Einwanderungsrecht (Einreise- und Aufenthaltsvoraussetzungen für legale Einwanderung; Bekämpfung illegaler Einwanderung)

##### Schengen-Raum und -Besitzstand
Der Wegfall der Personenkontrollen an den Binnengrenzen bei gleichzeitigem Ausbau der Kontrollen an der Schengen-Außengrenze ist mittlerweile erfolgt. Die teilnehmenden Staaten bilden heute den Schengen-Raum. Im Zuge dessen sind mehrere Austausch- und Weiterbildungsprogramme für Grenzbeamte aufgelegt worden, u. a. SHERLOCK, ODYSSEUS und ARGO.
Im Bereich der gemeinsamen Visumspolitik sind inzwischen die Verordnung (EU) 2018/1806 (EU-Visum-Verordnung) über die visumpflichtigen Drittstaaten, die Verordnung (EG) Nr. 1683/95 über eine einheitliche Visagestaltung sowie die Verordnung (EG) Nr. 810/2009 (Visakodex) ergangen.
Auf dem EU-Gipfel in Tampere 1999 war die Einrichtung gemeinsamer Büros in Drittstaaten für die Ausstellung von EU-Visa beschlossen worden; die erste solche Einrichtung bestand in Istanbul.
Die Richtlinie 2004/38/EG (Freizügigkeitsrichtlinie) erweiterte zudem das Recht auf die visumfreie Einreise auch auf an sich visumpflichtige Familienangehörige (Drittstaatsangehörige) von EWR-Bürgern, die ihr Recht auf Freizügigkeit wahrnehmen.

##### Einwanderungspolitik
Mindeststandards für die Einreise- und Aufenthaltsbedingungen für legale Einwanderer wurden durch mehrere Richtlinien festgelegt. Richtlinie 109/03 sichert Personen, die sich mindestens fünf Jahre legal in einem EU-Staat aufhalten, deren Unterhalt gesichert ist und die über eine Krankenversicherung verfügen, die Gleichbehandlung mit Inländern bei Arbeit, Bildung, Sozialleistungen etc. zu. Richtlinie 86/03 regelt die Familienzusammenführung. Ein Richtlinienvorschlag der Kommission aus dem Jahr 2001 befasst sich mit dem Einreiserecht für bestimmte Erwerbstätige, für die auf dem Arbeitsmarkt Bedarf besteht.
Die illegale Einwanderung wird unter anderem mit Richtlinie 51/01 bekämpft, die Geldstrafen für hierin verwickelte Beförderungsunternehmen vorsieht. In seiner Entscheidung Nr. 2004/573/EG regelt der Rat die Rückführung illegal eingereister Drittstaatsangehöriger mit Sammelflügen.

##### Asylpolitik
Die asyl- und flüchtlingspolitischen Aufträge des Art. 63 EGV hat der Rat bisher erst teilweise umgesetzt: Die Bestimmung des für die Prüfung von Asylanträgen zuständigen Staats erfolgt heute durch die an das ältere Dubliner Übereinkommen anknüpfende Verordnung 604/2013; zur Vermeidung von Mehrfachanträgen wurde das Fingerabdrucksystem EURODAC etabliert.

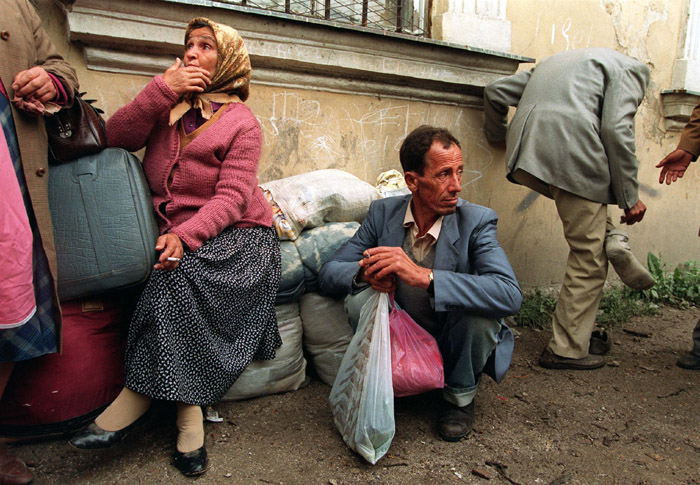
Bürgerkriegsflüchtlinge aus Bosnien

Mindestnormen für die Aufnahme von Asylbewerbern stellt RL 2003/9 auf; sie beziehen sich u. a. auf Wohnung, Ernährung und Kleidung, auf die Wahrung der familiären Einheit, auf ärztliche Betreuung und den Zugang zu Bildung. Nach einem Jahr Aufenthalt soll dem Asylbewerber überdies der Zugang zum Arbeitsmarkt gewährt werden. Mindestnormen für die Anerkennung als Flüchtling bzw. Asylberechtigter sind in Richtlinie 2011/95/EU (Qualifikationsrichtlinie), vormals 2004/83/EG, festgelegt.
Zur Finanzierung von Maßnahmen bei einem Massenzustrom von Flüchtlingen wurde ein Europäischer Flüchtlingsfonds mit einem Volumen von circa 200 Mio. Euro für den Zeitraum von 2000 bis 2004 eingerichtet, in den Zeiträumen 2005–2007, 2008–2010 und 2011–2013 fortgeführt und ab 2014 durch einen umfassenden Asyl-, Migrations- und Integrationsfonds abgelöst; für Pilotprojekte zugunsten von Flüchtlingen standen in geringerem Umfang Mittel aus dem bis 2007 laufenden EQUAL-Programm des Europäischen Sozialfonds zur Verfügung. Ein Aktionsplan aus dem Jahr 1998 sah zudem die Bildung einer Taskforce „Asyl und Migration“ sowie Vorschläge zur Eindämmung der Flüchtlingsflut aus bestimmten Ländern durch humanitäre Hilfe vor, auch in Zusammenarbeit mit dem UNHCR.

##### Justizielle Zusammenarbeit in Zivilsachen
Während die Polizeiliche und justizielle Zusammenarbeit in Strafsachen in der 3. Säile verblieb, wurde die JZZ gemeinsam mit dem Freien Personenverkehr 1997 durch den Vertrag von Amsterdam in die supranational ausgerichtete erste Säule überführt („vergemeinschaftet“).

#### Polizeiliche und justizielle Zusammenarbeit in Strafsachen
Lediglich erhielten mit dem Vertrag von Amsterdam einige Mitgliedstaaten für die polizeiliche und justizielle Zusammenarbeit in Strafsachen Souveränitätsvorbehalte aufrecht, sodass sie als einziger Politikbereich in der dritten Säule verblieb. Allerdings wurden auch hier die Entscheidungsverfahren vereinfacht, indem nun der Rat der EU durch einstimmigen Beschluss Recht setzen konnte, ohne dass eine nationale Ratifizierung notwendig war. Die PJZS war damit der einzige Bereich, in dem die Europäische Union Gesetze erlassen konnte, ohne dass das Europäische Parlament oder nationale Parlamente daran beteiligt waren. Sie galt deshalb häufig als Beispiel für das Demokratiedefizit der Europäischen Union.
Die Grundausrichtung der PJZS wurde vom Rat der EU in sogenannten Rahmenprogrammen festgelegt, etwa GROTIUS, STOP, FALCONE und AGIS. Wichtige Schritte bei der Entwicklung der PJZS waren insbesondere die Errichtung des europäischen Polizeiamts Europol (1995, zunächst noch durch ein Übereinkommen gegründet und 2009 in den PJZS-Rahmen überführt) und der europäischen Justizbehörde Eurojust (2002). Der Schwerpunkt der Aktivitäten von Europol bestand im Sammeln und Auswerten von Informationen über grenzüberschreitende Kriminalität sowie in der Kriminalitätsforschung und der Aus- und Fortbildung von Polizeibeamten. Eurojust unterstützte die Koordinierung der Mitgliedstaaten etwa bei Ermittlungs- und Strafverfolgungsmaßnahmen und wirkte auf die Erleichterung von Rechtshilfe- und Auslieferungsersuchen hin. Obwohl im Rahmen der PJZS mehrere bedeutende Beschlüsse gefasst wurden, wurden immer wieder auch Defizite bei der Nutzung und Umsetzung der neu geschaffenen Instrumente beklagt. Nationale Polizeibeamte hegten gegenüber einer europäischen Zusammenarbeit häufig Vorbehalte, was die grenzüberschreitende Kommunikation und Kooperation erschwerte. Die Zusammenarbeit der Justizbehörden wurde hingegen meist besser eingeschätzt als die der Polizeien. Übergeordnetes Ziel der PJZS war nach Art. 29 EU-Vertrag die Gewährleistung eines hohen Maßes an Sicherheit durch ein gemeinsames Vorgehen der Polizei- und Justizbehörden der Mitgliedstaaten bei der Verhütung und Bekämpfung der Kriminalität, insbesondere des Terrorismus, des Menschen-, Waffen- und Drogenhandels, von Korruption, Betrug und Straftaten gegenüber Kindern und Frauen. Erreicht werden sollte dieses Ziel nach Art. 30, 31 EU-Vertrag unter anderem durch eine Zusammenarbeit der Polizeibehörden im operativen Bereich, bei der Datenerhebung, bei Aus- und Weiterbildung und bei der Bewertung von Ermittlungstechniken sowie den Austausch von Personal. Im Justizbereich wurde die Erleichterung der Zusammenarbeit der Mitgliedstaaten bei Gerichtsverfahren und bei der Vollstreckung von Entscheidungen angestrebt. Auch die Erleichterung der Auslieferung, die Harmonisierung von Rechtsvorschriften und der Abbau von Kompetenzkonflikten waren Ziele der PJZS. Außerdem sollten Mindestanforderungen an die Tatbestandsmerkmale und Strafen für bestimmte Straftaten eingeführt werden.
Zentrales Gewicht kam im Bereich der PJZS dem Rat der Europäischen Union zu, der nach Art. 34 EU-Vertrag für den Beschluss sämtlicher politischer Maßnahmen zuständig war. Übernommen wurde dies von der Formation als Rat für Justiz und Inneres. Die Regierungen der Mitgliedstaaten hatten damit die vollständige Kontrolle über diesen Politikbereich. Art. 33 EU-Vertrag stellte zudem ausdrücklich klar, dass die PJZS nicht die Zuständigkeit der Mitgliedstaaten für die Aufrechterhaltung der öffentlichen Ordnung und den Schutz der inneren Sicherheit berührte. Nach Art. 36 EU-Vertrag wurde der Rat von einem aus hohen Beamten der Mitgliedstaaten bestehenden Ausschuss unterstützt, dem Koordinierungsausschuss für den Bereich der polizeilichen und justiziellen Zusammenarbeit in Strafsachen (kurz „Artikel-36-Ausschuss“). Dieser Ausschuss richtete Stellungnahmen an den Rat und wirkte bei der Vorbereitung seiner Beschlüsse im Rahmen der PJZS mit.
Die operative Tätigkeit im Rahmen der PJZS erfolgte im Wesentlichen durch Europol und Eurojust. Daneben gab es eine Taskforce der europäischen Polizeichefs, die jedoch nur zwei Mal jährlich tagte und selbst bei ihren eigenen Mitgliedern unter Akzeptanzproblemen litt. Die Europäische Polizeiakademie im englischen Bramshill schließlich befasste sich mit der Aus- und Weiterbildung von Polizeibeamten in Themenbereichen mit europäischem Bezug.
Die Rolle der Europäischen Kommission war in der PJZS vergleichsweise schwach ausgeprägt. Sie besaß nach Art. 34 Abs. 2 EU-Vertrag lediglich ein Initiativrecht und wurde nach Art. 36 Abs. 2 EU-Vertrag an den Arbeiten des Rates „in vollem Umfang beteiligt“. Außerdem konnte sie beim Europäischen Gerichtshof Nichtigkeitsklage gegen PJZS-Maßnahmen erheben. Das Europäische Parlament schließlich musste nach Art. 39 EU-Vertrag vor dem Erlass bestimmter Maßnahmen des Rates angehört werden; es wurde regelmäßig über die Arbeit im Bereich der PJZS unterrichtet und konnte Anfragen und Empfehlungen an den Rat richten. Einmal jährlich führte es eine Aussprache zu den Fortschritten der PJZS durch, es hatte jedoch keine eigenen Mitentscheidungsrechte.
Die PJZS unterlag der Judikatur des Europäischen Gerichtshofs in geringerem Maße als die Politiken der Europäischen Gemeinschaften, aber erheblich stärker als die Gemeinsame Außen- und Sicherheitspolitik. Er entschied nach Art. 35 Abs. 1,2 EU-Vertrag im Wege der Vorabentscheidung über Auslegung und Gültigkeit von PJZS-Maßnahmen, soweit die Mitgliedstaaten ihre nationalen Gerichte zu entsprechenden Vorlagen ermächtigt haben. Daneben konnten nach Art. 35 Abs. 6 EU-Vertrag die Mitgliedstaaten und die Kommission beim EuGH Nichtigkeitsklage gegen bestimmte PJZS-Maßnahmen erheben. Art. 35 Abs. 7 EUV schließlich sah ein Verfahren vor, wenn Mitgliedstaaten die PJZS-Maßnahmen nicht in angemessener Weise umsetzten (entsprechend dem Vertragsverletzungsverfahren für den Bereich der Europäischen Gemeinschaften).

##### Instrumente
Dem Rat stand bei Durchführung der PJZS folgendes Instrumentarium zur Verfügung:
- Gemeinsame Standpunkte, die allgemein das Vorgehen der Union in einer bestimmten Frage bestimmten,
- Rahmenbeschlüsse, die die Angleichung von Rechts- und Verwaltungsvorschriften der Mitgliedstaaten vorsahen und (ähnlich wie die Richtlinien im Bereich der Europäischen Gemeinschaften) nur hinsichtlich des Ziels, nicht aber der Vorgehensweise bindend waren,
- Beschlüsse, die der Verwirklichung der übrigen, nicht auf Rechtsangleichung gerichteten Ziele der PJZS dienten und bindend, aber nicht unmittelbar wirksam waren,
- Übereinkommen, die der Ratifizierung durch die Mitgliedstaaten bedurften und erst wirksam wurden, wenn sie von mindestens der Hälfte der Mitgliedstaaten angenommen worden waren, und auch dann nur für diese,
- Durchführungsbeschlüsse, die der Konkretisierung der Beschlüsse und Übereinkommen dienten.

Entscheidungen wurden dabei grundsätzlich einstimmig getroffen; eine Ausnahme bildeten nur die Durchführungsbeschlüsse: Diese wurden mit qualifizierter Mehrheit gefasst, soweit sie Beschlüsse konkretisierten; soweit sie der Umsetzung von Übereinkommen dienten, war eine Zweidrittelmehrheit erforderlich.
Als ein weiteres Instrument konnte der Rat nach Art. 38, 24 EU-Vertrag auch völkerrechtliche Verträge mit Drittstaaten oder internationalen Organisationen abschließen. Die Verhandlungen wurden dabei (anders als bei Vertragsverhandlungen im Rahmen der Europäischen Gemeinschaften) nicht von der Kommission geführt, sondern vom Ratsvorsitz, der sich aber der Unterstützung durch die Kommission bedienen konnte.
Auch im Bereich der PJZS war grundsätzlich eine verstärkte Zusammenarbeit einzelner Mitgliedstaaten möglich. Art. 40–40b EU-Vertrag stellten hierfür jedoch besondere, über den allgemeinen Rahmen der Art. 43ff. EU-Vertrag hinausgehende Anforderungen auf. Letztlich kam es in keinem Fall dazu.
Finanziert wurden die Verwaltungsausgaben für die PJZS nach Art. 41 EU-Vertrag vollständig vom EU-Haushalt. Operative Ausgaben gingen ebenfalls zulasten der EU, soweit der Rat nicht einstimmig einen Beschluss fasste, dass die Mitgliedstaaten die operativen Entscheidungen für eine bestimmte Maßnahme übernahmen.
Beschlüsse fielen allein im Rat der EU (in der Formation als Rat für Justiz und Inneres), der grundsätzlich einstimmig entschied.

##### Polizeiliche Zusammenarbeit
Einen wichtigen Schritt bei der Erleichterung der polizeilichen Zusammenarbeit im operativen Bereich stellte das für Griechenland, Italien und Norwegen am 12. Juni 1962, für Deutschland am 1. Januar 1977 und inzwischen für insgesamt 50 Staaten in Kraft getretene Europäische Übereinkommen vom 20. April 1959 über die Rechtshilfe in Strafsachen dar, das unter anderem Regeln für die Übergabe gestohlener Gegenstände, die Überstellung von Personen, die Zeugenvernehmung in anderen Mitgliedstaaten per Videoschaltung, die Telefonüberwachung und die Einrichtung gemeinsamer Ermittlungsgruppen vorsieht. 2002 unterbreitete Spanien einen Vorschlag für ein Übereinkommen zur Bekämpfung des Drogenhandels auf hoher See.
Auch ergingen einige Beschlüsse über den polizeilichen Informationsaustausch, so etwa im Bereich des Terrorismus, der Bewegung von Gruppen sowie des Schutzes von Personen des öffentlichen Lebens. Wiederholt vorgeschlagen wurden vergleichbare Maßnahmen für den Bereich des Fußballrowdytums.
Im Bereich des Zolls wurden das Neapel-Übereinkommen über Amtshilfe und Zusammenarbeit der Zollverwaltungen sowie ein Zusatzübereinkommen über den Einsatz von Informationstechnologie geschlossen.

##### Justizielle Zusammenarbeit (in Strafsachen)
Zur Erleichterung der Zusammenarbeit bei Gerichtsverfahren und Vollstreckung wurden u. a. der Rahmenbeschluss 2005/214/JI über die Anerkennung von in anderen Mitgliedstaaten verhängten Geldstrafen und Geldbußen, das Übereinkommen 98/C 216/01 über die Anerkennung des Entzugs der Fahrerlaubnis sowie der Beschluss 2003/335/JI über die Zusammenarbeit bei der Verfolgung von Völkermord angenommen.
Zur Erleichterung der Auslieferung wurde durch den Rahmenbeschluss 2002/584/JI ein Europäischer Haftbefehl geschaffen. Er ist auf Festnahme und Übergabe von sich in anderen Mitgliedstaaten aufhaltenden Personen zum Zwecke der Strafverfolgung bzw. -vollstreckung gerichtet. Seine Vollstreckung darf vom ersuchten Staat nur unter bestimmten Voraussetzungen verweigert werden.
Durch diverse Rahmenbeschlüsse wurden Mindestanforderungen an die Tatbestandsmerkmale und Strafen für bestimmte Verbrechen niedergelegt, so etwa für
- Drogenhandel (Nr. 2004/757/JI)[15]
- Geldfälschung (Nr. 2000/383/JI)[16]
- Menschenhandel (Nr. 2002/629/JI)[17]
- Beihilfe zu unerlaubter Einreise bzw. unerlaubten Aufenthalt (Nr. 2002/946/JI)[18]
- Sexuelle Ausbeutung von Kindern und Kinderpornografie (Nr. 2004/68/JI)[19]

Des Weiteren erging 2005 ein Rahmenbeschluss 2005/212/JI über die Einziehung von Tatwerkzeugen und Tatfrüchten und der Rahmenbeschluss 2009/315/JI mit dem ein Europäisches Strafregisterinformationssystem geschaffen wurde und das Europäische Übereinkommen über die Rechtshilfe in Strafsachen teilweise ersetzt wurde.
Grünbücher befassten sich mit Alternativen zur Untersuchungshaft bzw. der Gewährleistung verfahrensrechtlicher Mindestgarantien. 1999 hat sich die Kommission mit Fragen des Opferschutzes befasst.

### Die gescheiterte Verfassung für Europa
Im EU-Verfassungsvertrag 2004 einigten sich die Mitgliedstaaten schließlich darauf, die PJZS als eigenständige Säule der EU abzuschaffen und auch für diesen Bereich das ordentliche Gesetzgebungsverfahren einzuführen, das Entscheidungen mit qualifizierter Mehrheit im Rat und ein gleichberechtigtes Mitentscheidungsrecht des Europäischen Parlaments vorsah. Zugleich sollte der organisatorische Rahmen der Zusammenarbeit in Strafsachen vereinfacht werden, indem etwa die bis dahin rechtlich eigenständigen Institutionen Europol und Eurojust als Agenturen der Europäischen Union anerkannt würden. Obwohl der Verfassungsvertrag 2005 nach gescheiterten Referenden in Frankreich und den Niederlanden aufgegeben wurde, wurden die entsprechenden Bestimmungen in den Vertrag von Lissabon 2007 übernommen.

### Vertrag von Lissabon und der Raum der Freiheit, der Sicherheit und des Rechts
Der Vertrag von Lissabon, der am 1. Dezember 2009 in Kraft trat, hat all diese Maßnahmen unter dem Politikbereich der Raum der Freiheit, der Sicherheit und des Rechts zusammengefasst und im Rahmen der Politikbereiche justizielle Zusammenarbeit in Strafsachen und polizeiliche Zusammenarbeit vergemeinschaftet. Damit wurde die frühere „3. Säule“ in den Vertrag über die Arbeitsweise der Europäischen Union übernommen. Zugleich wurden die „flankierenden Maßnahmen zum freien Personenverkehr“ in Politik im Bereich Grenzkontrollen (Art. 77 AEUV), Asyl (Art. 78 AEUV) und Einwanderung (Art. 79 AEUV) umbenannt. Die Entscheidungen über die Innen- und Justizpolitik in der EU werden seitdem getroffen nunmehr grundsätzlich nach dem ordentlichen Gesetzgebungsverfahren, das dem Mitentscheidungsverfahren entspricht. Irland und Dänemark wirken aufgrund von Zusatzprotokollen nur sehr begrenzt an den Politiken in den Bereichen Justiz und Inneres mit. Dasselbe galt auch für das Großbritannien vor dessen Ausscheiden aus der EU.